# Xã Deerfield, Quận Mecosta, Michigan
Xã Deerfield (tiếng Anh: Deerfield Township) là một xã thuộc quận Mecosta, tiểu bang Michigan, Hoa Kỳ. Năm 2010, dân số của xã này là 1.816 người.